# Bror Zachrisson
Bror Zachrisson, född 12 december 1906 i Göteborg, död 1 september 1983 i Vallentuna församling, var en svensk forskare, rektor och bokkonstnär.

## Biografi
Bror Zachrisson var son till boktryckaren Waldemar Zachrisson och Beda Carlberg och gift med Irma Hedendahl. Zachrisson avlade studentexamen i Göteborg 1925 och blev Bachelor of sciences vid Carnegie Institute of Technology i Pittsburgh 1928, fil. kand. i Göteborg 1932 och var därefter anställd vid Esselte 1932–1935 och som disponent för Victor Pettersons boktryckeri i Stockholm 1935–1943. Han blev 1943 rektor vid Grafiska institutet och senare vid Institutet för högre kommunikations- och reklamutbildning 1953–1964 samt vid Journalistinstitutet 1959–1961. Han var visiting professor vid Carnegie Institute of Technology i Pittsburgh 1950–1951. Han blev fil. lic. 1957 och fil. dr 1965. Zachrisson arbetade liksom sin far verksamt för höja bokkonstens status och utgav ett flertal böcker om bokkonst, bokframställning och typsnitt, bland annat Skriftens ABC, Textning och Studies in the Legibility of Printed Text och tillsammans med Akke Kumlien gav han ut skriften Alfabetet i textning och trycktyp. Som tecknare komponerade han bokomslag och affischer. 
Zachrisson disputerade 1965 på en avhandling inom läsbarhetsforskning, Studies in the legibility of printed text, och tog initiativet till grafisk högskoleutbildning i Sverige. Han tog även initiativ till reformer på handskriftens område.
Hans mest kända formgivning är kanske den tresidiga konkava T-skylt som finns vid entréerna till Stockholms tunnelbana. Zachrisson är begravd på Djursholms begravningsplats.